# Philipp Wilderich Johann Georgendiel von Georgenthal

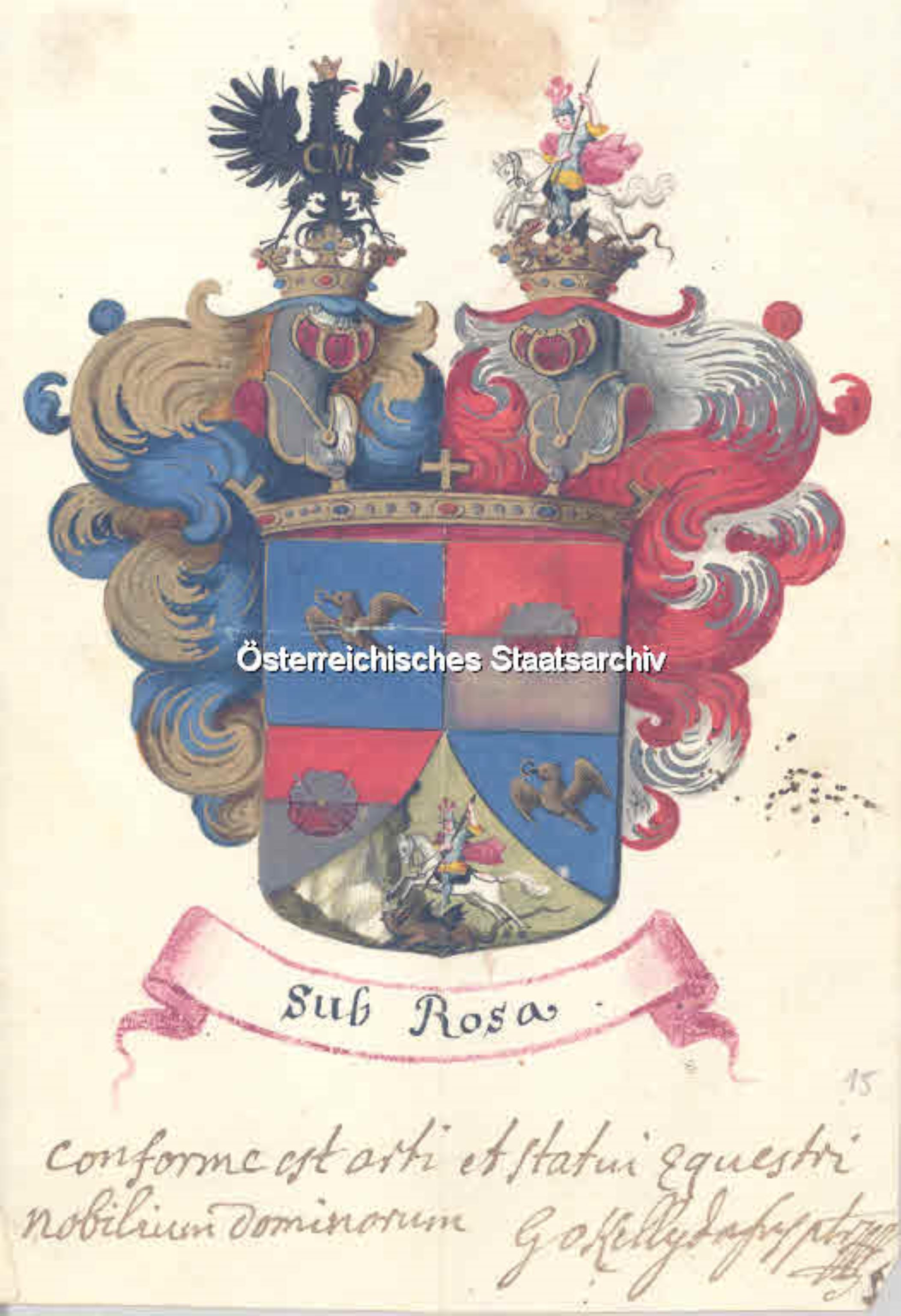
Wappenbesserung aus der Akte von 1721.

Philipp Wilderich Johann Georgendiel von Georgenthal († 1727) war ein Hofbeamter und arbeitete in der Kanzlei Karl VI.

## Leben
Georgendiel wurde am 8. Januar
1721
(und nicht, wie z. T. fälschlicherweise geschrieben, 1725)
durch ein Diplom «aus höchst eigener Bewegung»
mit dem Prädikat «de Georgenthal» zum Reichsritter erhoben und
der Beisatz «Edler (oder Edler Herr) v. Georgenthal» verliehen.
Er hatte in der Reichshofkanzlei die Stelle eines «geheimen Sekretärs und Referendars lateinischer Expedition» inne. Im Jahre 1727 verstarb er.

## Geschriebene Dokumente
- Adelsbrief André Falquets